# Jay Nixon

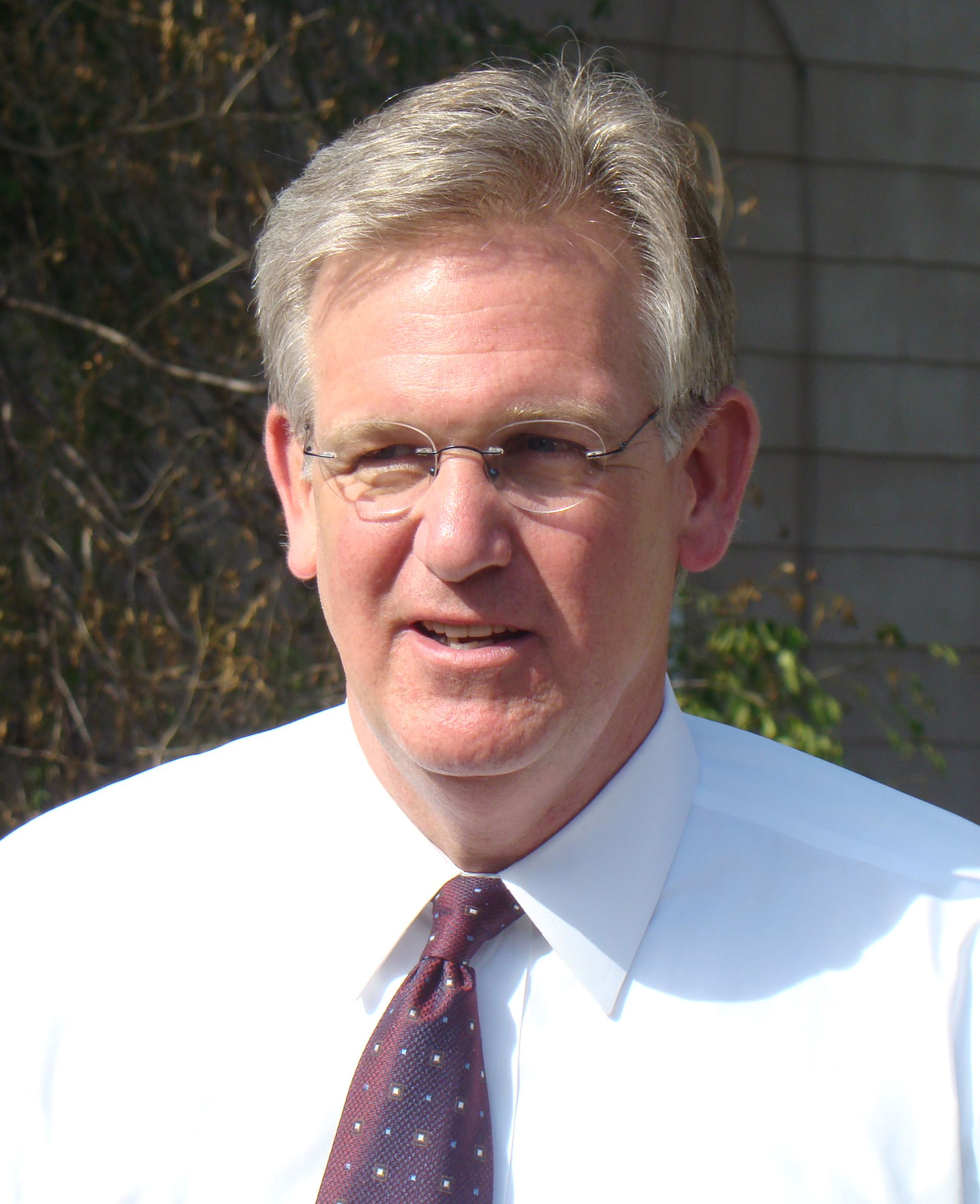

Jeremiah Wilson „Jay” Nixon (ur. 13 lutego 1956 r. w De Soto, Missouri) – amerykański polityk. Członek Partii Demokratycznej. W latach 1993–2009 prokurator generalny stanu Missouri. Od 12 stycznia 2009 do 9 stycznia 2017 sprawował urząd gubernatora stanu Missouri.
Jest zwolennikiem kary śmierci. Do 11 maja 2016 roku zezwolił na przeprowadzenie 21. egzekucji skazanych na śmierć morderców. Dwukrotnie też skorzystał z prawa łaski, zamieniając skazańcom wyroki śmierci na dożywotnie pozbawienie wolności bez możliwości ubiegania się o zwolnienie warunkowe. 
Jest żonaty z Georganne, z którą ma dwóch synów: Jeremiaha i Willa.   